# نورميتانفرين
نورميتانفرين هو مركب كيميائي عضوي صيغته C9H13NO3، ويسمى وفق قواعد التسمية النظامية على الشكل: 4-(2-أمينو-1-هيدروكسي-إيثيل)- 2-ميثوكسي-الفينول.
يعد النورميتانفرين مستقلباً من مستقلبات النورإبينفرين في الجسم، وذلك بأثر من الحفاز ناقلة ميثيل-O الكاتيكول (COMT).
لمركب نورميتانفرين صلة وصل من الناحية البنيوية مع ميتانفرين، حيث يختلف عن الأخير بعدم وجود مجموعة ميثيل مرتبطة بذرة نتروجين الوظيفة الأمينية، بالتالي فهو يعد منزوع الميثيل بالمقارنة مع الميتانفرين، ومن هنا أتى استخدام السابقة نور- قبل الاسم.

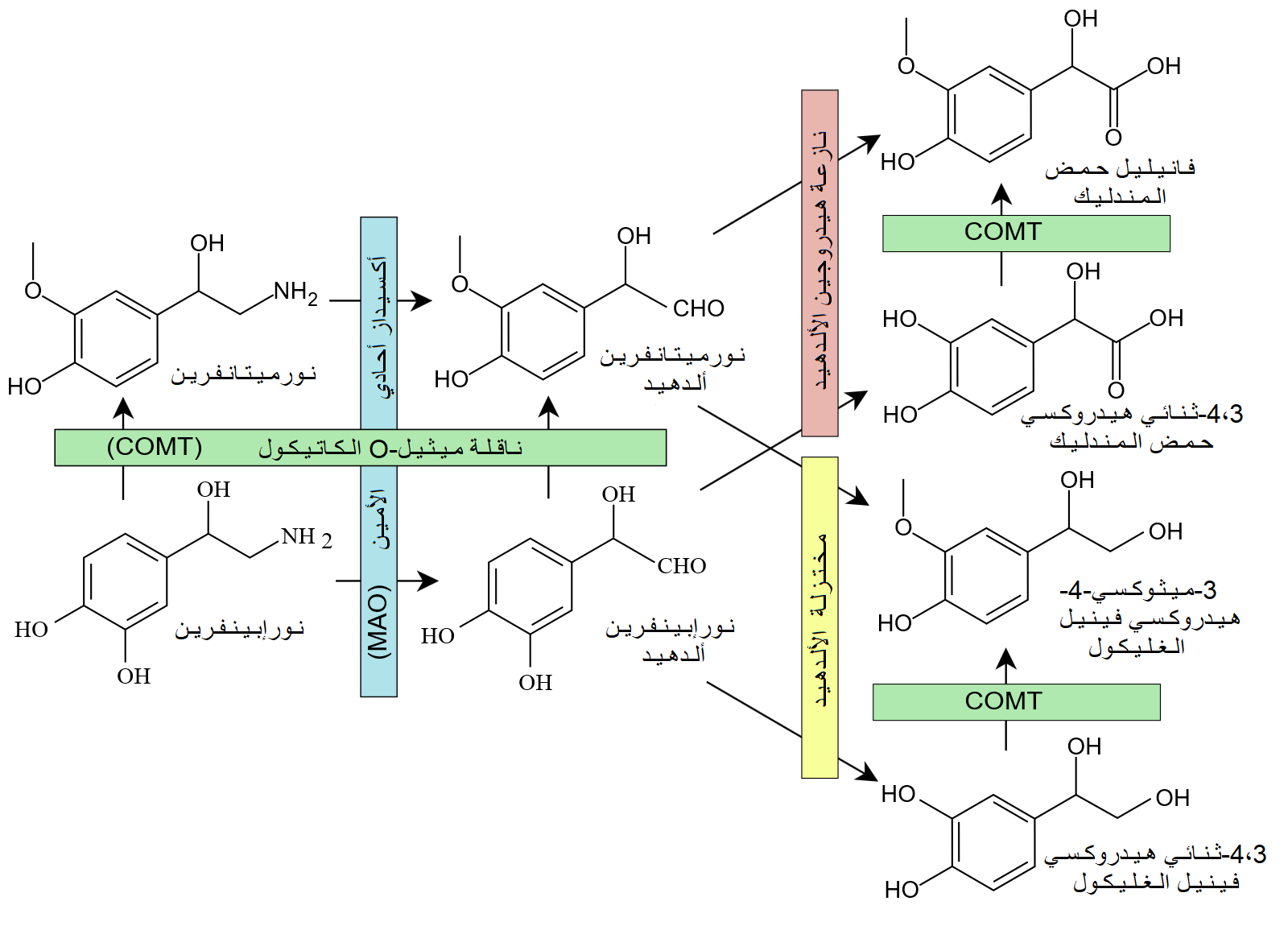
تكسير النورإبينفرين. حيث يظهر نورميتانفرين واحداً من المركبات الوسطية المتشكلة أثناء عملية الاستقلاب.

## الاستخدامات
يمكن أن يستخدم نورميتانفرين واسماً في الأورام المفرزة للكاتيكولامينات مثل ورم القواتم.